# Juan de Aragón y Anjou
Juan de Aragón y Anjou (El Pobo, 1301 - 19 de agosto de 1334) foi um religioso da Igreja Católica e príncipe de Aragão. Era filho do rei Jaime II e de sua segunda esposa Branca de Anjou. Foi Arcebispo de Toledo e autor de tratados teológicos.

## Biografia
Ao não ter direitos sobre o trono, foi-lhe destina a vida eclesiástica. Foi educado na Cartuja de Escaladei e com apenas dez anos foi tonsurado pelo Papa Clemente V na corte papal de Avinhão. Em 1319, com dezoito anos, este abade de Montearagón (Huesca) foi nomeado arcebispo de Toledo pelo Papa João XXII, convertendo-se em chanceler maior de Castela. Parece ter sido investido também como bispo de Lérida pelo arcebispo de Tarragona Jimeno de Luna. Viu-se envolvido em diversas polêmicas ocasionadas pelo conselho de regência de Afonso XI, em particular por seu cunhado Juan Manuel, casado num de seus três matrimônios com uma irmã do jovem arcebispo.
Em 1326, o Conselho do rei Afonso XI de Castela o obrigou a abandonar o reino aceitando como arcebispo de Toledo o de Tarragona, Jimeno de Luna, e foi transladado até o mosteiro de Sant Miquel d'Escornalbou. Em 1328, foi-lhe concedido o título de Patriarca de Alexandria e em 1328 foi nomeado administrador apostólico da Arquidiocese de Tarragona, cargos que desempenhou até seu falecimento.
Realizou cinco concílios provinciais e elaborou importantes constituições sinodais em Tarragona. No primeiro desses concílios (1330) formou a primeira compilação das constituições conciliares de Tarragona.
Foi autor de diversos tratados sobre doutrina cristã e foi um dos melhores pregadores da época, chegando a pronunciar mais de uma centena de sermões. Em um saltério seu preservado estão alguns hinos dedicados a seu tio Luís de Anjou, bispo de Toulouse.